# Michail Zamotin
Michail Andrejevitj Zamotin (ryska: Михаил Андреевич Замотин), född den 14 november 1937 i Leningrad i Sovjetunionen (nu Sankt Petersburg i Ryssland), är
en rysk före detta kanotist som tävlade för Sovjetunionen och tränare.
Han tog bland annat VM-guld i C-1 10000 meter i samband med sprintvärldsmästerskapen i kanotsport 1963 i Jajce.